# Isobel Baillie
Pour les articles homonymes, voir Baillie.
Isobel Baillie (9 mars 1895 - 24 septembre 1983) est une soprano écossaise, réputée pour ses performances à l'opéra, dans les oratorios et dans les lieder. Elle est considérée comme l'une des plus grandes chanteuses d'oratorio du XXe siècle.

## Biographie
Isobel Baillie est née à Hawick, dans les Marches écossaises, en 1895.  Elle travailla d'abord comme employée au sein d'une boutique spécialisée dans la musique puis à l'Hôtel de ville de Manchester, et fit ses débuts avec le Hallé Orchestra en 1921 sous le nom de Bella Baillie. Après des études à Milan, elle remporta un succès immédiat pour sa saison d'ouverture à Londres en 1923.  Son œuvre favorite était Le Messie de Haendel, qu'elle interpréta plus de 1 000 fois durant sa carrière. Elle appréciait tout particulièrement les œuvres pour chœur : en dehors du Messie, elle connut un grand succès dans Die Schöpfung de Haydn, Elias de Mendelssohn, et  Ein deutsches Requiem de Brahms. En 1933, elle devint la première interprète anglaise à chanter au Hollywood Bowl en Californie. En 1937 Arturo Toscanini la choisit pour chanter le Requiem de Brahms.
Ses interprétations de Orfeo ed Euridice de Gluck (toujours en anglais) et de Faust de Gounod étaient très populaires. En outre, elle exécuta bien des pièces du répertoire anglais, comme la Serenade to Music de Ralph Vaughan Williams (qu'elle créa à Londres en 1938) et The Kingdom d'Elgar.
Elle enseigna au Royal College of Music (1955-57, 1961-64), à l'Université Cornell (1960-61) et à l'Ecole de musique de Manchester (à partir de 1970). Elle donna des cours à Kathleen Ferrier et chanta avec elle de nombreuses fois.
Elle devint Commandeur de l'Ordre de l'Empire britannique en 1951, et Dame Commander en 1978. Elle mourut à Manchester en 1983, à l'âge de 88 ans.
Le baryton écossais Calum A. Macdonald est un membre de sa famille.